# Błędy logiczno-językowe
Błędy logiczno-językowe – inaczej błędy w słownym wypowiadaniu myśli. Dadzą się podzielić na trzy grupy: błędy znaczeniowe, błędy w argumentacji i błędy polegające na naruszeniu reguły ekonomii wypowiadania się.

## Błędy znaczeniowe
Błędy znaczeniowe przejawiają się głównie pod postaciami wypowiedzi: nieinformujących, wieloznacznych, mylących znaczenia, o chwiejnym znaczeniu.
Istnieją dwie podstawowe przyczyny błędów znaczeniowych:
1. wadliwie określone na gruncie danego języka funkcje znakowe wyrażeń;
2. użycie wyrażeń niezgodne z ustalonymi dla nich funkcjami znakowymi (przypisanie im znaczeń innych niż powszechnie przyjęte).

Podstawowe odmiany błędów znaczeniowych to:
- wypowiedzi nieinformujące,
- wypowiedzi wieloznaczne,
- wypowiedzi mylące znaczenia,
- wypowiedzi o chwiejnym znaczeniu.

## Błędy w argumentacji
Klasę błędów popełnianych (świadomie lub nie) w trakcie procesu dyskusji, mając na celu przekonanie do swej racji, nazywa się błędami w argumentacji. Podzielić je można następująco: na popełniane świadomie, czyli na sofizmaty i na popełniane nieświadomie, będące wynikiem niestaranności w formułowaniu myśli lub niewiedzy.
Przykłady argumentacji nierzeczowych:
- argumentum ad auditorem (argument odwołujący się do audytorium)
- argumentum ad baculum (argument odwołujący się do kija)
- argumentum ad consequentiam (argument odwołujący się do następstw)
- argumentum ad hominem (argument odwołujący się do człowieka)
- argumentum ad ignorantiam (argument odwołujący się do niewiedzy)
- argumentum ad misericordiam (argument odwołujący się do litości)
- argumentum ad numerum (argument liczby)
- argumentum ad personam (argument wymierzony w osobę)
- argumentum ad populum (argument odwołujący się do upodobań ludu)
- argumentum ad traditionem (argument odwołujący się do tradycji)
- argumentum ad vanitatem (argument odwołujący się do próżności)
- argumentum ad verecundiam (argument odwołujący się do autorytetu)
- argumentum ad clamamus
- argumentum ex silentio(inne języki)

Błędy popełniane nieświadomie w procesie argumentacji:
- ignoratio elenchi (niezrozumienie przeciwnika)
- petitio principii (błąd niedostatecznego uzasadnienia)
- circulus vitiosus (błędne koło)
- fallacia accidentis (błąd uwydatniania przypadkowego szczegółu)
- błąd fałszywego założenia

## Błędy polegające na pogwałceniu reguły ekonomii wypowiadania się
Błędy tego rodzaju poważnie utrudniają przekazywanie informacji i obniżają estetykę wypowiedzi.
Za pomocą następujących trzech punktów sformułować można regułę ekonomii wypowiadania myśli:
1. należy wypowiadać się tylko w tym przypadku, kiedy się ma do przekazania wartościowe informacje
2. należy podawać w zasadzie tylko takie informacje, których znajomości u odbiorcy nie ma się prawa zakładać
3. należy używać tyle i tylko tyle słów, ile potrzeba dla jednoznacznego i jasnego przekazu informacji.

Przykłady:
- werbalizm (pustosłowie)
- pleonazm (masło maślane)
- dydaktyzm (puste znaczeniowo pouczanie).